# John Toro Rendón
Pour les articles homonymes, voir Rendon.
John Jairo Toro Rendón, né le 4 avril 1958, est un ancien arbitre colombien de football. 

## Carrière
Il a officié dans des compétitions majeures : 
- Coupe du monde de football féminin 1991 (3 matchs) ;
- Coupe du monde de football des moins de 17 ans 1993 (3 matchs) ;
- Tournoi de France (1 match) ;
- Coupe du monde de football de 1998 (1 match) ;
- Copa Merconorte 1999 (finale retour) ;
- Copa América 2001 (1 match).